# José Asunción Flores
José Asunción (Augustin) Flores (født 27. august 1904 i Asunción, Paraguay - død 16. maj 1972 i Buenos Aires, Argentina) var en paraguayansk komponist, guitarist og harpenist.
Flores studerede komposition på Paraguays Universitet i Asunción. Han var skaberen af en ny paraguayansk musikstil kaldet Guarania. Flores har mest skrevet sange med guitar eller klaver akkompagnement, men har også skrevet tolv symfonier, og orkesterværker, filmmusik etc. Han flygtede efter oprør mod den daværende præsident og diktator i Paraguay Alfredo Stroessners og hans regering, og blev sendt i eksil i Argentina, nærmere Buenos Aires. Her tog hans klassiske kompositionskarriere for alvor fat, til hans død af sygdommen Chagas sygdom i 1972. Han hørte til de fremmeste klassiske komponister fra Paraguya i det 20. århundrede.

## Udvalgte værker
- 12 Symfonier - for orkester
- Indien - for sang og akkompagnement
- Cerro Corá - fo sang og akkompagnement
- Panambí Verá - for sang og akkompagnement